# Varazdat Haroian
Varazdat Haroian (armeni: Վարազդատ Հարոյան; Erevan, 24 d'agost de 1992) és un futbolista armeni que juga de defensa al club xipriota Anorthosis Famagusta. És internacional i capità de la selecció de futbol d'Armènia.

## Trajectòria
Va començar la seva carrera esportiva al desaparegut Patani FC, amb el qual va debutar el 2008, però va deixar aquest equip el 2009 per fitxar pel FC Pyunik Erevan.
Al Pyunik hi va jugar fins a 2016, i va guanyar nombrosos títols amb el conjunt armeni.
El 2016 va fitxar pel Tractor Sazi FC iranià, club que va haver d'abandonar pocs dies després pel fet de ser armeni, a causa del conflicte amb l'Azerbaidjan. Finalment va acabar fitxant pel Padideh.

### Rússia
El 2017 va deixar l'Iran per fitxar per l'FK Ural Iekaterinburg de la Lliga Premier de Rússia.
El setembre del 2020 va abandonar el club, posposant el seu fitxatge pe l'AE Larissa grec perquè suposadament es va decidir allistar al bàndol armeni per combatre en el conflicte de l'Alt Karabakh de 2020. Posteriorment es va saber que el futbolista no va ser a la guerra i que tot va ser fals.
Finalment, a l'octubre va signar amb l'FC Tambov. Allà hi va estar uns mesos, fins que al febrer de 2021 va marxar al FC Astana.

### Cadis CF
El 27 de maig de 2021 es va fer oficial el seu fitxatge pel Cadis CF de la Primera Divisió d'Espanya, convertint-se d'aquesta manera en la primera incorporació del conjunt gadità per a la temporada 2021-22, amb un contracte per dos anys, i l'Astana va confirmar la seva sortida el 24 de juny de 2021. Va debutar a La Liga amb el Cadis CF, començant en un empat 1–1 contra el Llevant UE el 14 d'agost de 2021. El Cadis i Haroian van acabar el seu contracte el 4 de juliol de 2022.

### Anorthosis Famagusta
El 12 de juliol de 2022, Haroian va signar amb el club Anorthosis Famagusta de la primera divisió xipriota amb un contracte de dos anys fins al 2024.

## Internacional
És internacional amb la selecció de futbol d'Armènia, amb la qual va debutar el 10 d'agost de 2011, en un partit amistós enfront de la selecció de futbol de Lituània. Va debutar-hi en partit oficial l'11 de juny de 2013 en una victòria per 4–0 contra Dinamarca.